# 375 î.Hr.

## Nașteri
- dată necunoscută: Chanakya  (d. 283 î.Hr.)
- dată necunoscută: Olimpia din Epir  (d. 316 î.Hr.)

## Decese
- dată necunoscută: Gorgias  (n. 483 î.Hr.)